# STAND UP!ヴァンガード
『STAND UP!ヴァンガード』（スタンドアップ ヴァンガード）は、ブシロードから発売されているトレーディングカードゲーム『カードファイト!! ヴァンガード』を題材とした単発テレビドラマである。テレビ東京系6局にて2012年5月3日に放送された。主人公・ダイゴが公園でいじめられている小学生・ヒロキと出会い、ヴァンガード大会に出場する。2012年3月7日にインターネット動画サイトニコニコ生放送『ヴァンガード スペシャルカンファレンス3』で製作が発表された。この作品での映像ソフト化はされていない。
なお、2014年9月13日には、この実写ドラマの後日談である映画『劇場版 カードファイト!! ヴァンガード 3つのゲーム』と題し全国松竹系でロードショーされた。テレビドラマで主演したDAIGOが本作品で演じた「ダイゴ」役、三森が同じく本作品で演じた「マリア」役で引き続き主演する（なお、橘田も前作と別役で出演する）。同時上映は『劇場版 カードファイト!! ヴァンガード ネオンメサイア』。

## ストーリー
ハーバーダ大学の卒業とともに日本に帰国した自称天才・ダイゴは、公園でいじめられている小学生・ヒロキを発見。心を閉ざしているヒロキが自分を求めていると勝手に確信したダイゴは、ヒロキたちが通う小学校の特命教師に勝手に就任、ヒロキを追いかけ勝手に自宅にまで上がり込む。
と、ヒロキの部屋の前に落ちていた1枚のカードゲーム「カードファイト!! ヴァンガード」。いじめられっ子のヒロキの唯一の誇りであり心の支えであるのも、それはヴァンガードなら誰にも負けないという自信だった。
そんなある日、町内でヴァンガードの大会が行われることになり、ダイゴたちはこの大会に出場する。

## 登場人物
ダイゴ
演 - DAIGO
本作品の主人公。曲がったことが嫌いなまっすぐの男。変態やおじさんと呼ばれるとショックを受けるナイーブな面もある。使用クランは「ロイヤルパラディン」。
CMやアニメでも、同じ役で登場。CMではヴァンガード大会優勝からハーバーダ大学入学までが描かれる前日談（プロローグ）といえる内容となっている。アニメでの彼については、カードファイト!! ヴァンガードの登場人物#その他の人物を参照。
映画版ではマリアを追って彼女が転任した中学校の教師となっており校内のヴァンガード部の顧問も務める。警察から「ヴァンガードが1番強い大人」として爆弾犯「正す者」の仕組んだゲームに巻き込まれる。破天荒な性格は本作品でも健在でそれゆえ警察とはたびたび対立する。メイン使用クランは前作同様「ロイヤルパラディン」だが、第2のゲームのみ生徒から借りた「超次元の勇者（「ディメンジョンポリス」のトライアルデッキ）」を借り使用している。
三浦 ヒロキ（みうら ヒロキ）
演 - 相馬眞太
小学5年生。無口でいじめられっ子の少年。夕食は弁当屋の弁当を食べており、弁当代は父親の滋彦から貰っている。当初は何かと自分に付きまとってくるダイゴを避けていたが、唯一の心の支えであったヴァンガードを通じて次第に心を開いていく。ダイゴの叱咤やヴァンガード大会を通じて、父やテルと和解し、笑顔を見せるようになった。使用クランは「かげろう」。
南原 テル（なんばら テル）
演 - 内山遥城
ヒロキの同郷生。キツい性格で、ヒロキをよくいじめている。決勝を通じてヒロキと和解し、一緒にヴァンガードをやるほどの良好な関係を見せるようになった。使用クランは「シャドウパラディン」。
水原 スミレ（みずはら スミレ）
演 - 永野芽郁
ヒロキの同級生で学級委員長。ヒロキに対して密かな想いを寄せており、テルにいじめられるヒロキを庇い、気にかけてくれる良き理解者でもある。
加賀美 マリア（かがみ マリア）
演 - 三森すずこ
ヒロキたちが通う小学校の担任の先生。いじめられているヒロキを立ち直せたいと思っている。ダイゴに一目惚れされているが、彼の想いには気付いていない。ヴァンガード大会でダイゴたちと共にチームを組むが、決勝前夜に交通事故に遭って辞退を余儀なくされる。使用クランは「オラクルシンクタンク」。
映画版では別の中学に転任しておりダイゴの同僚となっている。なお、ドラマ版ラストで彼女と共にいた男性が実は彼女の実の兄だったことが本作品で明かされた。
三浦 久美子（みうら くみこ）
演 - 長澤奈央
ヒロキの母親。ヒロキが幼いころに病気で亡くなっている。ヴァンガードについてはあまり知らなかったが、ルールなどはヒロキからよく教えられていた。
里見 英治（さとみ えいじ）
演 - 波岡一喜
テルの家庭教師。冷酷な性格で、どんな手段を使っても「絶対に勝つ」というのが哲学。使用クランは「むらくも」。
三浦 滋彦（みうら しげひこ）
演 - 金山一彦
ヒロキの父親。真面目な性格のサラリーマン。仕事の毎日で父親として構ってられる時間はないため、ヒロキからも彼のことを「あいつ」呼ばわりされるほど嫌われているが、実は隠れファイターで、交通事故であえなく辞退したマリアの代理としてヴァンガード大会の決勝に出場し、大会を通じてヒロキと和解する。使用クランは「ネオネクタール」。
チームミルキィホームズ
ダイゴたちのチームの準決勝の相手。本来は4人グループだが、今回は3人組となっている。
コーデリア・グラウカ
演 - 橘田いずみ
チームリーダー。原典であるミルキィホームズのコーデリアとは異なり、かなりの毒舌家。使用クランは「たちかぜ」。
譲崎 ネロ（ゆずりざき ネロ）
演 - 徳井青空
メンバー。使用クランはコーデリアと同じ「たちかぜ」。
エルキュール・バートン
演 - 佐々木未来
メンバー。唯一ファイト描写がない。

## スタッフ
- エグゼクティブプロデューサー - 木谷高明
- プロデューサー - 都田和志、向井達也、前田茂司
- 原作 - ブシロード、伊藤彰
- 脚本 - 黒木久勝
- 撮影 - 田中一成（J.S.C）
- 照明 - 吉角荘介
- 美術 - 山口好男
- 録音 - 土屋和之
- 音響効果 - 松浦大樹
- 音響 - 野島健太郎
- 本編集 - 高木晋倫
- 制音 - 増田英己
- スタンドコーディネート - 辻井啓伺
- カードファイト構成 - 中島大渡（ホロスエンタテイメント）
- キャスティングプロデューサー - 伊東雅子
- アシスタントプロデューサー - 吉田あちゃこ
- 番組担当 - 堀岡健太、板井茂樹
- 監督助手 - 寺田明人、長谷川卓也
- 撮影助手 - 武井陸太郎、岩崎真也
- 照明助手 - 河野克亘
- 録音助手 - 三澤武徳、大泉志帆、片山尚子
- 編集助手 - 難波智佳子
- 本編集助手 - 山口彩
- 美術助手 - 牧野誠、大矢誠
- 持道具 - 小林朋美
- メイク - 清水美穂
- メイク助手 - 堀川なつみ
- DAIGO担当メイク - 佐野美穂子
- スタイリスト - 杉本京加
- スタイリスト助手 - 河口節子
- スチール - 池田岳史
- 演技事務 - 菊池香理
- 制作進行 - 今井尚通、加藤陽三
- ポスプロ担当 - 小鳥透
- CGIディレクター - 太田垣香織
- コンポジットスーパーパイザー - 橋本聡
- コンポジター - 萩野隆行、水野亜里杏
- プロダクションマネージャー - 河出海
- 番組担当 - 奈良初男（テレビ東京）
- 番組宣伝 - 野口かず美（テレビ東京）
- 撮影協力 - デジタルハリウッド大学、八王子フィルムコミッション
- 美術協力 - ブシロード、セイバン、ドコモ、啓林館、少年写白和間、Lenovo
- 衣装協力 - IKUKO、LAISS PASSE、Debut dr Fiotr、KINJI、BUFFALOBOBS、chummy、SOSO、LAGUST、GLNNARO、E1Cid、SCREWZ、RAeeRief、Sabgreed、mezzo piano、GLAD NEWS、pom poncttc、BLUE CROSS、MURDKR ICESSl、HOUSTON、EDWIN、easics
- CGI協力 - OLM Digital
- 協力 - ヴァンガードプロジェクト、トムス・エンタテインメント、THE FACE MAKE OFFICE、映広、アルカプース、アンシブルタイトル、woloU、日本照明、STUNT TEAM Gocoo
- 制作協力 - 楽映舎
- 制作 - 創通、電通、エースクルー・エンタテインメント
- 監督 - 元木隆史
- 制作著作 - ブシロード

## 主題歌
レーベル：ZAIN RECORDS
メインテーマおよび挿入歌のアーティストは両方ともBREAKERZが担当している。また、予告CMには脳内survivorがBGMとして使用されていた。
メインテーマ/オープニングテーマ「脳内survivor」
作詞 - DAIGO / 作曲 - SHINPEI / 編曲 - BREAKERZ
2012年6月13日発売。
挿入歌/エンディングテーマ「CLIMBER×CLIMBER」
作詞 - DAIGO / 作曲 - SHINPEI / 編曲 - BREAKERZ
2011年4月27日発売。

## 放送局
| 放送地域       | 放送局         | 放送期間     | 放送日時          | 系列           | 備考       |
| -------------- | -------------- | ------------ | ----------------- | -------------- | ---------- |
| 関東広域圏     | テレビ東京     | 2012年5月3日 | 木曜 8:30 - 10:00 | テレビ東京系列 | 番組担当   |
| 北海道         | テレビ北海道   | 2012年5月3日 | 木曜 8:30 - 10:00 | テレビ東京系列 | 同時ネット |
| 愛知県         | テレビ愛知     | 2012年5月3日 | 木曜 8:30 - 10:00 | テレビ東京系列 | 同時ネット |
| 大阪府         | テレビ大阪     | 2012年5月3日 | 木曜 8:30 - 10:00 | テレビ東京系列 | 同時ネット |
| 岡山県・香川県 | テレビせとうち | 2012年5月3日 | 木曜 8:30 - 10:00 | テレビ東京系列 | 同時ネット |
| 福岡県         | TVQ九州放送    | 2012年5月3日 | 木曜 8:30 - 10:00 | テレビ東京系列 | 同時ネット |

## 実写映画
2014年に『劇場版 カードファイト!! ヴァンガード 3つのゲーム』がアニメ映画と同時上映された。ドラマの後日談となっている。